# Time Is Running Out
〈Time Is Running Out〉은 영국의 얼터너티브 록 밴드 뮤즈의 노래이다. 이 곡은 그들의 세 번째 스튜디오 음반인 《Absolution》의 세 번째 트랙이다. 이 곡은 2003년 9월 8일 영국과 다른 나라에서 이 음반의 두 번째 싱글로 발매되었다. 이 음반은 또한 영국에서 이 밴드의 첫 번째 톱 10 히트곡으로, 〈Plug In Baby〉의 11위 정점을 제치고 8위에 올랐다.
이 싱글은 이후 2004년 4월 6일 미국에서 발매되었다. 이 곡은 미국의 얼터너티브 록 라디오에서 이 밴드의 획기적인 히트곡으로 증명되었고 《빌보드》 모던 록 트랙 차트에서 9위를 기록했다.
이 곡은 뮤즈 5-송 팩의 일부로 《록스미스 2014》에서 연주할 수 있다.

## 제작 및 영향
베이시스트 크리스 볼첸홈은 〈Time is Running Out〉을 만드는 것은 "우리가 이전에 실제로 해 본 적이 없는 일"이라고 말했다. 이 곡은 그들이 음반에서 녹음한 마지막 곡 중 하나이다. 이 밴드는 아일랜드에 있을 때 이 노래를 녹음하고 완성했다. 그들은 이 노래가 더 펑키하고 더 신나고 누군가가 손가락을 클릭하고 싶어하게 만들도록 의도했다.
또한 인터뷰에서 볼첸홈은 마이클 잭슨의 〈Billie Jean〉의 영향을 많이 받았다고 밝혔다.

## 뮤직 비디오
존 힐코트가 연출한 이 비디오는 원탁에 앉아 뮤즈가 테이블 위에서 노래를 연주할 때 곡의 박자에 맞춰 동작을 하는 수많은 군 장교들의 모습을 묘사하고 있는데, 관계자들은 뮤즈의 존재를 의식하지 못한 것으로 보인다. 마침내, 경찰관들은 미친 것처럼 보이면서 테이블 위에서 춤을 추기 시작한다. 그들은 결국 기어간다. 그것은 부분적으로 《닥터 스트레인지러브》를 기반으로 한다.

## 곡 목록
- 영국 7인치, 영국/일본/프랑스 CD

1. "Time Is Running Out" – 3:56
2. "The Groove" – 2:38
3. "Stockholm Syndrome" (video) – 4:59 (CD versions only)

- 영국 DVD

1. "Time Is Running Out" – 3:56
2. "Time Is Running Out" (video) – 3:58
3. "Time Is Running Out" (making of video) – 2:00

## 인증
| 국가                               | 인증     | 판매량/출하량 |
| ---------------------------------- | -------- | ------------- |
| 이탈리아 (FIMI)                    | 플래티넘 | 50,000        |
| 영국 (BPI)                         | 골드     | 400,000       |
| 미국 (RIAA)                        | 골드     | 500,000       |
| 판매량+스트리밍을 기반으로 한 인증 |          |               |